# Грушко, Александр Викторович
Алекса́ндр Ви́кторович Грушко́ (род. 25 апреля 1955, Москва, СССР) — российский политик, дипломат. Заместитель министра иностранных дел Российской Федерации с 2005 по 2012 год и с 22 января 2018 года. Чрезвычайный и полномочный посол (2004).

## Биография
Александр Грушко родился в семье В. Ф. Грушко (1930—2001) — советского разведчика, занимавшего впоследствии руководящие должности в КГБ СССР, в том числе пост первого заместителя председателя этого ведомства.
В 1977 году окончил МГИМО. Владеет нидерландским, английским и французским языками.
На дипломатической службе с 1977 года.
- В 1977—1980 годах — сотрудник Посольства СССР в Нидерландах.
- В 1985—1990 годах — сотрудник Посольства СССР в Бельгии.
- В 1995—1996 годах — начальник отдела Департамента по вопросам безопасности и разоружения МИД России.
- В 1996—2000 годах — глава делегации России по вопросам военной безопасности и контролю над вооружениями в Вене.
- В 2000—2001 годах — заместитель директора Департамента общеевропейского сотрудничества МИД России.
- В 2002—2005 годах — директор Департамента общеевропейского сотрудничества МИД России.
- В 2005—2012 годах — заместитель министра иностранных дел Российской Федерации[1][2].
- С 23 октября 2012 по 22 января 2018 года — постоянный представитель Российской Федерации при Организации Североатлантического договора (НАТО) в Брюсселе[3].
- 22 января 2018 года вновь назначен заместителем министра иностранных дел Российской Федерации[4]. В данной должности курирует вопросы отношений с европейскими странами, общеевропейского сотрудничества, взаимодействия с Евросоюзом, ОБСЕ, НАТО и Советом Европы.

## Семья
Женат, воспитывает сына и дочь.

## Дипломатический ранг
- Чрезвычайный и полномочный посланник 2 класса (24 января 2000)[6]
- Чрезвычайный и полномочный посланник 1 класса (24 сентября 2002)[7]
- Чрезвычайный и полномочный посол (12 июля 2004)[8].

## Награды
- Медаль ордена «За заслуги перед Отечеством» II степени (20 июля 1996) — за заслуги перед государством и многолетний добросовестный труд[9].
- Орден Дружбы (2 декабря 2000) — за заслуги в реализации внешнеполитического курса Российской Федерации и многолетнюю плодотворную дипломатическую деятельность[10].
- Благодарность Центральной избирательной комиссии Российской Федерации (2 апреля 2008) —за активное участие в подготовке и проведении выборов Президента Российской Федерации[11].
- Орден Почета (10 февраля 2012) — за большой вклад в реализацию внешнеполитического курса Российской Федерации и многолетнюю добросовестную работу[12].
- Почётная грамота Президента Российской Федерации (31 июля 2015) — за большой вклад в реализацию внешнеполитического курса Российской Федерации[13].
- Великий офицер ордена Звезды Италии (лишён награды в 2022 году)[14].
- Орден Александра Невского (2 марта 2018) — за большой вклад в реализацию внешнеполитического курса Российской Федерации и многолетнюю добросовестную работу[15].
- Орден «За заслуги перед Отечеством» IV степени (24 апреля 2020) — за большой вклад в реализацию внешнеполитического курса Российской Федерации и многолетнюю добросовестную дипломатическую службу[16].
- Орден «За заслуги перед Отечеством» III степени (23 апреля 2025) — за большой вклад в реализацию внешнеполитического курса Российской Федерации и многолетнюю добросовестную дипломатическую службу[17].

## Санкции
20 августа 2022 года, Александр Викторович решением президента Италии Серджо Маттарелла лишён ордена «Звезда Италии» за недостойность вышеуказанной чести.